# 고영건
고영건(高永建, 1897년~ 1941년)은 한국의 독립운동가이다. 경남 김해(金海) 사람이다.

## 생애
1919년 3월 13일의 동래읍(東萊邑) 장날을 이용하여 독립만세운동을 주동하였다. 그는 당시 동래고보(東萊高普)의 학생대표로서 3월 7일 부산상업학교(釜山商業學校) 학생 대표들로부터 독립선언서를 전해받고 독립만세운동을 전개할 것을 결심하였다. 그는 김귀룡(金貴龍), 엄진영(嚴進永) 등 대표들과 함께 구체적으로 계획을 진행시키던 중, 3월 10일 동래고보 선배로서 경성고등공업학교(京城高等工業學校)에 다니던 곽상훈(郭尙勳)이 독립선언서를 가지고 귀향하여, 수학교사 이환(李環)과 만나 독립만세운동에 대하여 상의하고 동래고보 학생의거의 배후 참모 역할을 담당함으로써 계획은 순조롭게 진행되어 갔다. 그는 주동 학생들과 함께 하숙방을 전전하면서 협의한 끝에, 동래읍 장날인 3월 13일 오후 2시를 거사일로 정하고 독립선언서, 태극기, 독립만세기를 제작하기로 하였다. 이에 그는 3월 11일부터 13일에 걸쳐 그의 하숙집에서 학교 등사판을 이용하여 5백여매의 독립선언서와 대형 독립기, 그리고 수백여매의 태극기와 광무황제(光武皇帝)의 독살을 폭로하는 오왕약살(吾王藥殺)이라는 격문도 준비하였다. 3월 13일 오후 2시, 그는 김귀룡 등과 함께 동래군청 앞 광장에 모인 시위군중에게 인쇄물을 살포하고 독립만세를 선창하였다. 점차 장꾼들까지 가담하여 읍내는 흥분의 도가니가 되었다. 이 광경을 보고 감격한 어떤 조선인 경찰은 제복과 모자를 벗어 던지고 이에 호응하여 독립만세를 외쳤고, 어떤 조선인 헌병 보조원도 정복을 벗어 던지고 독립만세를 소리높여 외쳤다. 그러나 50여명의 일본군과 기마경찰이 출동하여 야만적인 발포를 감행하면서 닥치는 대로 체포하였다. 그도 이때에 체포되었으며, 이해 6월 27일 대구(大邱)복심법원에서 소위 출판법 위반 및 보안법 위반 혐의로 징역 1년형을 받고 옥고를 치렀다.

## 사후
- 대한민국 정부는 고인의 공훈을 기리어 1990년 건국훈장 애족장을 추서하였다.(1983년 대통령표창)

## 참고자료
- 국가보훈처 공훈록